# 聖維吉爾教堂

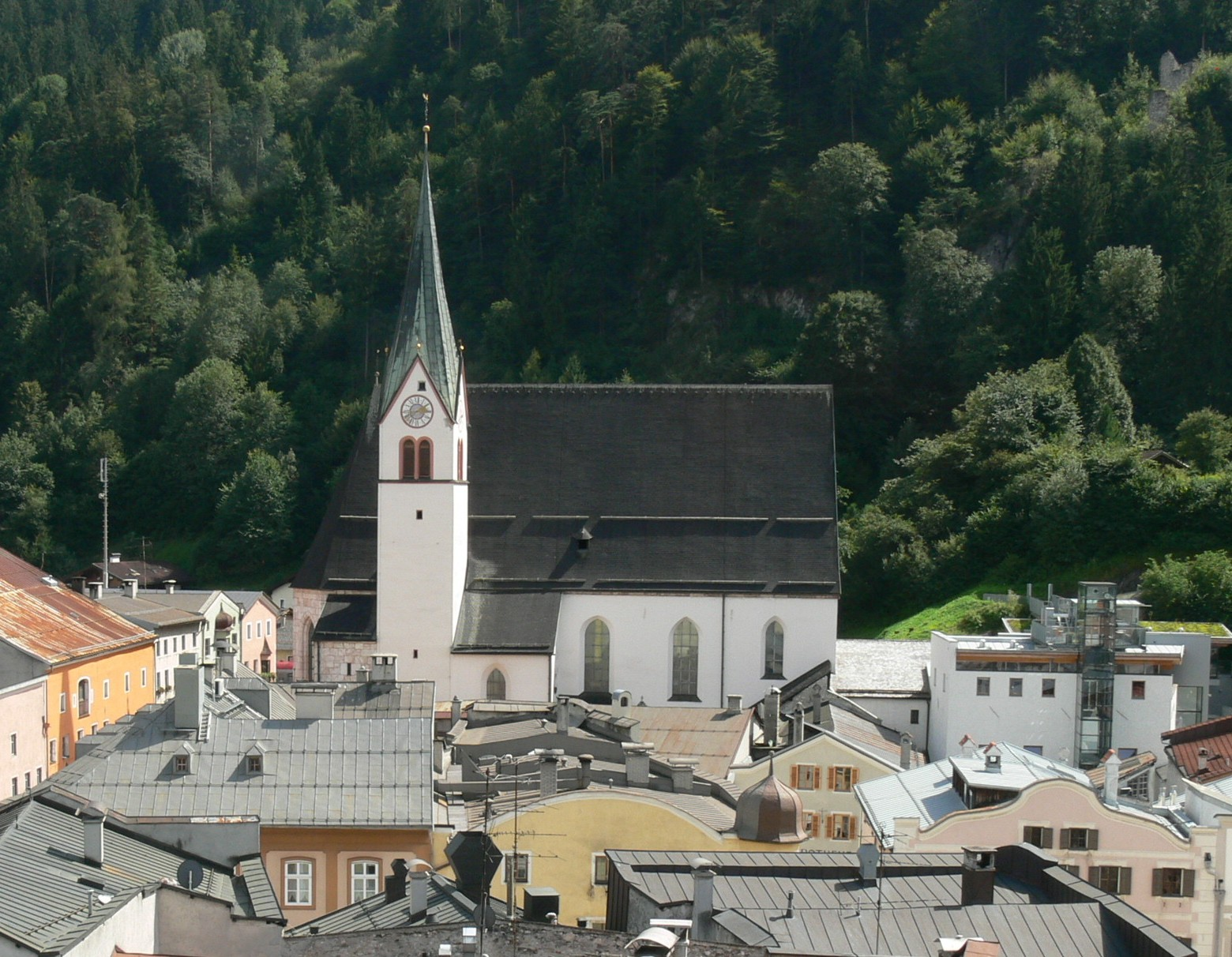

聖維吉爾教堂（德語：Pfarrkirche St. Virgilius）是位於奧地利蒂罗尔州城鎮拉滕堡的一座教堂。聖維吉爾教堂修建於18世紀，是一座巴洛克式建築。

## 外部連結
47°26′21″N 11°53′40″E / 47.43918°N 11.894438°E
- Homepage der Stadt Rattenberg
- nathusius-r.de （页面存档备份，存于）